# Liquide
Cet article concerne l'état liquide. Pour l'argent liquide (pièces et billets de banque), voir Monnaie fiduciaire.
 (juin 2016).
Si vous disposez d'ouvrages ou d'articles de référence ou si vous connaissez des sites web de qualité traitant du thème abordé ici, merci de compléter l'article en donnant les références utiles à sa vérifiabilité et en les liant à la section « Notes et références ».

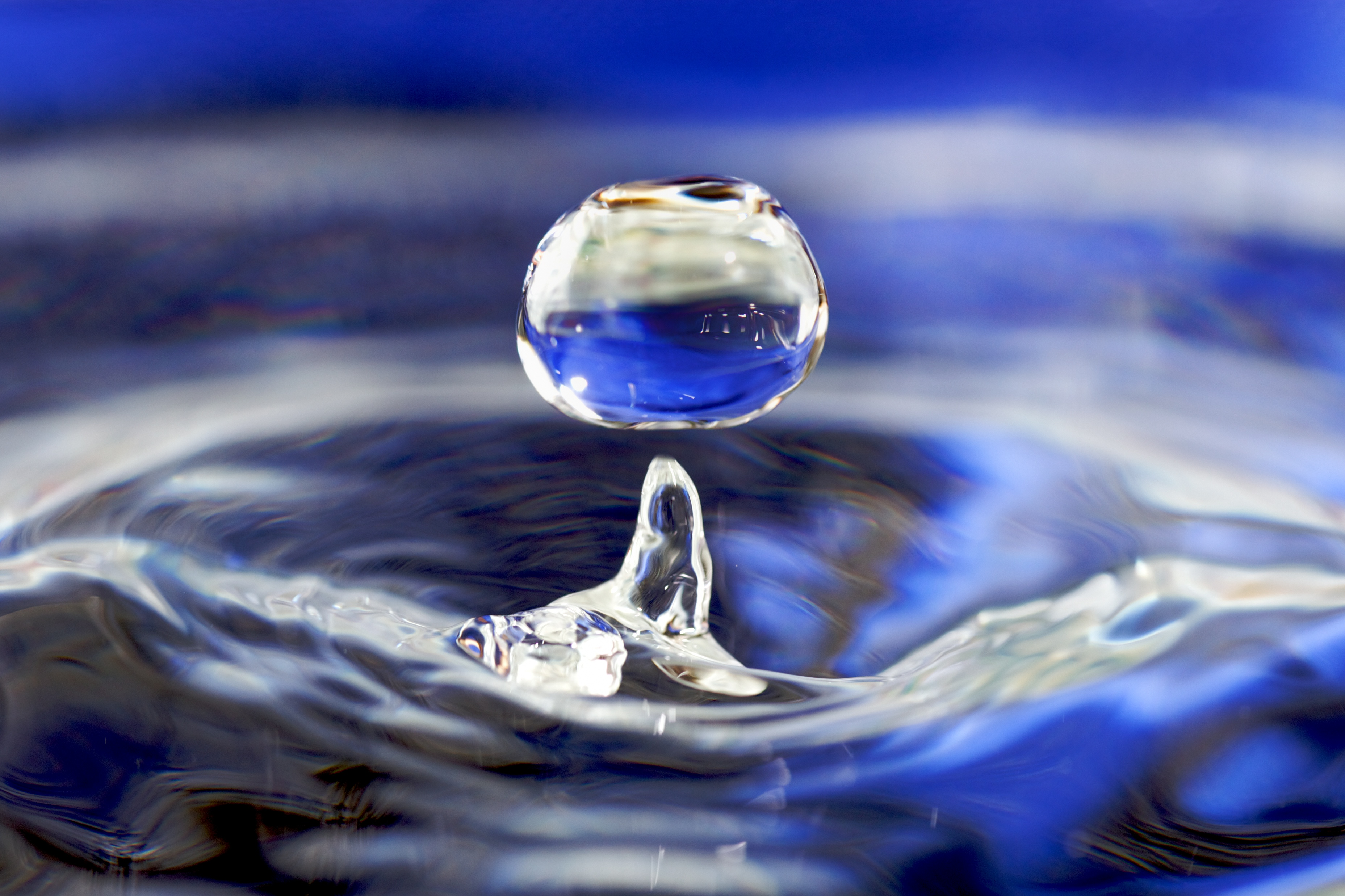
L'eau est une substance abondante sur la surface terrestre, se manifestant notamment sous forme de liquide.

Diagramme montrant comment sont configurés les molécules et les atomes pour les différents états de la matière.

La phase liquide est un état de la matière ainsi qu'une forme de fluide. Ses molécules sont faiblement liées, ce qui rend le liquide parfaitement déformable, au contraire de l'état solide qui nécessite davantage d'énergie pour se déformer ; à l'inverse du gaz, les molécules sont tout de même liées et ne peuvent pas s'éloigner beaucoup les unes des autres, ce qui fait que la matière liquide a une cohésion que ne possède pas le gaz mais, comme dans les solides, les molécules sont très proches les unes des autres, ce qui rend les liquides difficilement compressibles.
Les liquides peuvent être miscibles ou non, en fonction des forces moléculaires grâce auxquelles un corps pur liquide possède une cohérence. Il est notamment possible dans un liquide d'avoir sept phases distinctes non miscibles.

## Propriétés
Les corps, selon les conditions de température et de pression, peuvent être sous forme de liquide, de gaz ou de solide (voir diagramme de phase). La forme liquide correspond à une forme de moindre énergie que le gaz (l'énergie cinétique des molécules d'un liquide est insuffisante pour rompre les forces qui se matérialisent par la tension superficielle) mais d'énergie supérieure à la forme solide (contrairement au solide, l'énergie cinétique des molécules suffit à les faire se déplacer spontanément les unes par rapport aux autres).

### Viscosité
Une caractéristique des liquides est leur viscosité, qui mesure l'attachement des molécules les unes aux autres, donc la résistance à un corps qui traverserait le liquide. Plus la viscosité est élevée, plus le liquide est difficile à traverser. Il y a donc toute une gamme d'états intermédiaires (pâte), qui rend la distinction difficile entre le liquide et le solide. En fait le meilleur test est celui de la rupture : un solide se brise et se fêle, et le reste ; un liquide se fend et se ressoude après la disparition de la cause de rupture, sans laisser d'autre trace qu'une onde.
L'hélium II (« superfluide ») ne possède pas de viscosité.

### Tension superficielle
Les liquides possèdent souvent aussi une tension superficielle, qui caractérise entre autres leur tendance à former des ménisques sur leurs bords, ainsi que les différents effets de la capillarité. Elle est en partie due aux forces liant les molécules (force de van der Waals, électrostatique, polarité) et à l'affinité des molécules du liquide pour un substrat donné (voir aussi Effet lotus).

## Critères macroscopiques
À l'état macroscopique, l'état liquide est caractérisé par les critères suivants :
- le liquide possède un volume propre : il ne dépend que de la température par effet de dilatation thermique, généralement faible ;
- le liquide n'a pas de forme propre : il prend celle du récipient sous l'effet de la pesanteur ;
- la surface libre au repos d'un liquide est plane et horizontale (dans un champ de pesanteur uniforme, à l'échelle voisine du mètre) à l'exception des bords (par effet de tension superficielle).

## Exemples
Dans des conditions normales de température et de pression, certaines substances chimiques sont liquides. En voici quelques exemples : l'eau, l'éthanol, l'acide sulfurique, le mercure, le dibrome, l'octane.

## Confusions

### Verre
Le verre est-il à considérer comme un solide, ou seulement un fluide très visqueux ? Les très vieilles vitres sont plus épaisses en bas qu'en haut ce qui pourrait suggérer que le verre s'écoule lentement vers le bas. Il n'en est rien ; le profil en forme de poire des vitraux anciens n'est pas dû à l'écoulement du verre durant plusieurs siècles, mais au procédé de fabrication. Le verrier fabriquait la plaque de verre à partir d'une boule de verre visqueux qu'il mettait en rotation, pour obtenir progressivement un disque de verre grâce à la force centrifuge. Le bord du disque était alors plus épais que le centre. Le verrier posait ensuite les plaques avec le bord épais en bas pour des raisons de stabilité. Dans le cas des vitraux, la disposition des plaques répondait plus à des impératifs esthétiques, et on constate que le bord épais du verre peut être aussi bien en bas qu'en haut à gauche ou à droite. Ce qui est vrai, c'est que le verre n'est pas cristallin (solide organisé régulièrement), mais un solide « amorphe » (littéralement « sans forme »), dans lequel la position des molécules est fixe mais aléatoire, comme dans un fluide observé à un moment donné.[réf. nécessaire]
La nature de solide du verre est attestée par le fait qu'il propage les ondes S et les ondes P, alors qu'un liquide ne propage que les ondes P.

### Gels et mousses
Un liquide emprisonné par une matrice solide s'appelle un gel. Un liquide emprisonnant une grande quantité de bulles de gaz et dans un état de viscosité importante s'appelle une mousse.